# Heinrich Lachmann

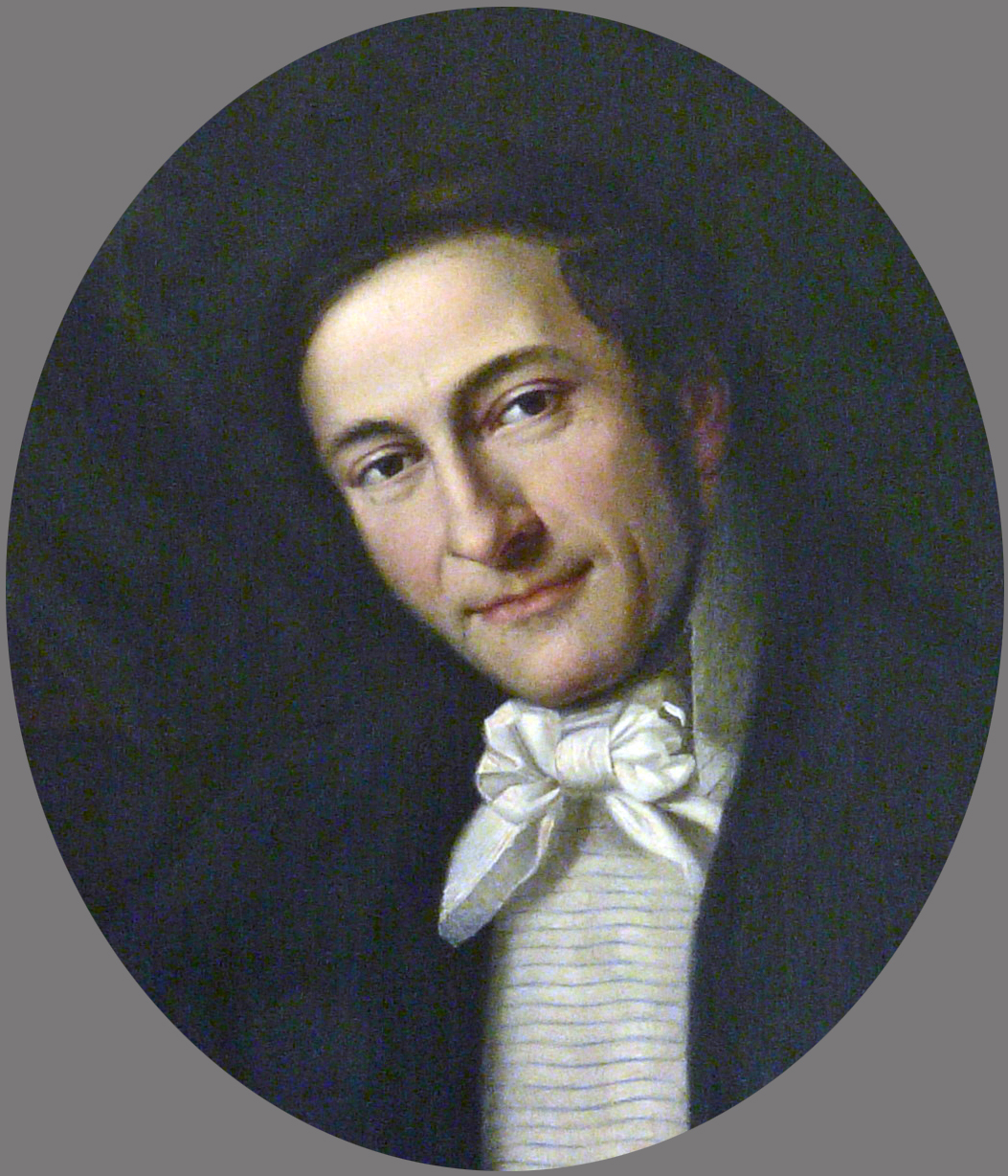
Heinrich Lachmann, Ausschnitt aus dem Gemälde von C. Moritz (1837)

Franz Heinrich August Lachmann, auch Heinrich Lachmann (* 3. August 1797 in Braunschweig; † 5. November 1872 ebenda) war ein deutscher Pädagoge, Arzt und Biologe sowie Mitglied in der Freimaurerloge „Carl zur gekrönten Säule“.

## Leben
Lachmann begann nach Abschluss seiner schulischen Ausbildung am Katharineum ein Studium am Collegium anatomico-chirurgicum des Collegium Carolinum in Braunschweig und absolvierte anschließend ein Studium der Medizin in Berlin und Göttingen. Im Jahr 1819 ließ er sich in seiner Geburtsstadt als Mediziner und Geburtshelfer nieder. Lachmann wurde seit 1821 als amtlich bestellter Armenarzt in der öffentlichen Gesundheitsfürsorge eingesetzt. Nebenher betätigte er sich als Lehrer an mehreren Schulen wie dem Gesamtgymnasium und unterrichtete von 1827 bis 1834 auch unentgeltlich im Bereich Naturwissenschaften am Collegium Carolinum, wobei er Vorlesungen über Botanik gab. Zum Ende des Jahres 1843 beendete er wegen eines Gehörleidens seine Tätigkeit am Realgymnasium, dort war er seit 1825 tätig (bis 1828 das von August Heinrich Werner Brandes gegründete Realinstitut) und am Progymnasium.
Lachmann engagierte sich in mehreren sozialen Projekten und gründete beispielsweise einen „Verein für hilfsbedürftige Mediziner“ oder den „Mäßigkeitsverein“. In seiner Zeit als aktiver Freimaurer, Bruder Franz Heinrich August Lachmann, verfasste er eine Abhandlung zur Geschichte der Loge „Carl zur gekrönten Säule“, die im Jahr 1844 veröffentlicht wurde.
Am 22. Mai 1869 feierte er sein 50-jähriges Jubiläum als Arzt und seine Ernennung zum Sanitätsrat.

## Familie
Lachmann war der zweite Sohn von Karl Ludolf Friedrich Lachmann, Pastor an der Kirche St. Andreas in Braunschweig, und dessen zweiter Ehefrau Johanna Elisabeth Conradine (geborene Heyer, 1777–1797, verheiratet 1796–1797), Tochter des Hagenmarkt-Apothekers Justus Christian Heinrich Heyer. Er hatte drei Halbbrüder, einen älteren, den Philologen Karl Lachmann (1793–1851), und zwei jüngere, den Klassischen Philologen Friedrich Lachmann (1800–1828) und den Mediziner und Gründer des Blindeninstituts in Braunschweig, Wilhelm Lachmann (1801–1861). Sein Sohn war der Mediziner und Botaniker Johannes Lachmann.

## Schriften (Auswahl)
- Instrumentorum ad corneae sectionem in catarrhactae extractione perficiendam, inventorum, descriptio historica. (= Dissertation) Joann. Henr. Meyer, Braunschweig 1818 (Göttingen 1821, Textarchiv – Internet Archive).
- Geschichte der Freimaurerei in Braunschweig von 1744 bis Neujahr 1844. Aus den Protocollen und Archiven der [Loge] Carl zur gekrönten Säule ausgezogen. Otto, Braunschweig 1844, OCLC 833134099 (books.google.de).
- mit Friedrich Wilhelm Lindner: Malerische Naturgeschichte der drei Reiche, für Schule und Haus. Heft 1–15. Oehme & Müller, Braunschweig 1850, (digital.staatsbibliothek-berlin.de).
- Geschichte der [Loge] Carl zur gekrönten Säule in Braunschweig von 1844–1869. Waisenhaus-Druckerei, Braunschweig 1870, OCLC 257526012.